# Orthetrum julia
Orthetrum julia е вид водно конче от семейство Libellulidae. Видът не е застрашен от изчезване.

## Разпространение
Разпространен е в Ангола, Бенин, Габон, Гана, Гвинея, Демократична република Конго, Екваториална Гвинея, Еритрея, Етиопия, Замбия, Зимбабве, Йемен (Северен Йемен и Сокотра), Камерун, Кения, Кот д'Ивоар, Лесото, Либерия, Малави, Мозамбик, Намибия, Нигерия, Сао Томе и Принсипи, Сенегал, Сиера Леоне, Танзания, Того, Уганда, Централноафриканска република, Южен Судан и Южна Африка.